# Cratere Shaler
Shaler è un cratere lunare di 48,47 km situato nella parte sud-occidentale della faccia visibile della Luna.